# Didier Raboutou
Pour les articles homonymes, voir Raboutou.
Pas d'image ? Cliquez ici
Didier Raboutou, né le 28 avril 1962 à Toulouse, est un grimpeur français.

## Biographie
Il a commencé l'escalade en 1977. Il participe à la compétition Sportroccia en 1985, la première compétition internationale d'escalade. En 1992, il arrête la compétition mais continue à s'impliquer dans la pratique sportive de l'escalade, notamment en ouvrant plusieurs salles d'escalade, dont le centre d'entraînement de l'équipe de France à Saint-Antonin. En 1993, il se marie avec Robyn Erbesfield avec laquelle il organise des cours d'escalade pour les jeunes à l'ABC, à Boulder, dans le Colorado. Ils ont deux enfants, Shawn et Brooke, qui font partie de l'élite mondiale des grimpeurs.

## Palmarès

### Coupe du monde
| 1989 | 1990 | 1991 |
| ---- | ---- | ---- |
| 2    | 5    | 5    |

### Championnat du monde
| 1991 |
| ---- |
| 6    |

### Rock Master
| 1987 | 1988 | 1989 | 1990 | 1991 | 1992 |
| ---- | ---- | ---- | ---- | ---- | ---- |
| ?    | 3    | 1    | 3    | ?    | 3    |

## Falaise

### Après travail
- 8c/5.14b:
  - Maginot Line - Volx (FRA) - 1992 - Voie de Ben Moon de 1989
  - Azincourt - Buoux (FRA) - 1992 - Voie de Ben Moon de 1989

- 8b+/5.14a:
  - Bad Attitude - Saint-Antonin-Noble-Val (FRA)
  - Le Minimum - Buoux (FRA) - 1989 - voie de Marc le Menestrel de 1986
  - La Rage de Vivre - Buoux (FRA) - voie de Antoine Le Menestrel de 1986
  - Magie Blanche - Mouries - 1989 - FA
  - Coup de bambou - Cimaï (FRA) - 1987 - FA

- 8b/5.13d:
  - No War More Love - Saint-Antonin-Noble-Val (FRA)
  - Los bourrinados - Saint-Antonin-Noble-Val (FRA)
  - Arrivée d'air chaud - Fontgarnide (FRA) - FA
  - Sortilèges - Cimaï (FRA) - 1986 - FA

- 8a+/5.13c:
  - La Mission - Buoux (FRA) - 1986 - FA

### À vue
Premier 8b à vue avec Space Camp à Saint-Pé-d'Ardet en 1991, voie maintenant cotée 8a+.
- 8a+/5.13c:
  - Space Camp - Saint-Pé-d'Ardet (FRA) - 1991
  - Eau de Cologne - Russan (FRA) - 1991
  - Pipe Line - Russan (FRA) - 1989

- 8a/5.13b:
  - Quart de Siècle - Russan (FRA) - 1989

- 7c+/5.13a:
  - Invitation au Voyage - Volx (FRA)